# Reussellidae
Reussellidae es una familia de foraminíferos bentónicos de la Superfamilia Buliminoidea, del Suborden Buliminina y del Orden Buliminida. Su rango cronoestratigráfico abarca desde el Eoceno hasta la Actualidad.

## Discusión
Clasificaciones previas incluían Reussellidae en el Suborden Rotaliina y/o Orden Rotaliida.

## Clasificación
Reussellidae incluye a las siguientes géneros:
- Acostina
- Chrysalidinella
- Compressigerina
- Fijiella
- Reussella
- Valvobifarina

Otros géneros considerados en Reussellidae son:
- Chrysalidinoides, aceptado como Chrysalidinella
- Cifellia
- Orthocerina, aceptado como Chrysalidinella
- Reussia, aceptado como Reussella